# Geelvleugelbuidelspreeuw
De geelvleugelbuidelspreeuw (Cassiculus melanicterus; synoniem: Cacicus melanicterus) is een zangvogel uit de familie Icteridae (troepialen).

## Verspreiding en leefgebied
Deze soort komt voor van westelijk Mexico tot zuidoostelijk Guatemala.